# تيميضرت (أفرا)
تيميضرت هو دُوَّار يقع بجماعة أفرا، إقليم زاكورة، جهة درعة تافيلالت في المملكة المغربية. ينتمي الدوّار لمشيخة أفرا التي تضم 18 دوار. يقدر عدد سكانه بـ 1676 نسمة حسب الإحصاء الرسمي للسكان والسكنى لسنة 2004.

## روابط خارجية
- البوابة الوطنية للجماعات الترابية نسخة محفوظة 12 مارس 2018 على موقع واي باك مشين.
- المندوبية السامية للتخطيط